# Leptotes bohnkiana
Leptotes bohnkiana es una especie de orquídea epífita de crecimiento cespitoso endémica de la región más seca de la Mata Atlántica al sur de Bahía en Brasil. Son pequeñas plantas que por su morfología vegetal podría ser comparadas a las pequeñas Brassavola, debido a su hojas rollizas. Sin embargo, a pesar de esta similitud, se relacionan más estrechamente a Loefgrenianthus, a Pseudolaelia y Schomburgkia.

## Descripción
Presenta un corto rizoma y pseudobulbos muy pequeños, que imperceptiblemente se extienden en una larga hoja carnosa, cilíndrica, colgante, que tiene un surco más o menos profundo en el haz. La inflorescencia es apical, corta, y lleva una pequeña flor laxa de aspecto vistoso. Las flores son de color blanco, con el labio manchado de color púrpura. Los pétalos y sépalos son similares, la labio es trilobulado, y tiene garras que se aferran a los lados de la columna. Esta es breve y tiene seis polinias de tamaños desiguales, cuatro grandes y dos pequeñas.
Pertenece al grupo de hojas largas, y flores estrechas. Puede ser reconocida como morfológicamente muy similar a Leptotes bicolor, sin embargo, las flores sólo miden un tercio del tamaño de la segunda, con el labio proporcionalmente más amplio y nada más que una flor por inflorescencia.